# Serving
Serving, oorspronkelijk getiteld Kant, is een nummer van de Maltese zangeres Miriana Conte. Het werd geschreven door Conte samen met Benjamin "BNJI" Schmid, Sarah Evelyn Fullerton (ook bekend als Sarah Lake) en Matthew Mercieca (Muxu), en geproduceerd door Schmid. Het werd op 8 januari 2025 uitgebracht en vertegenwoordigt Malta op het Eurovisiesongfestival 2025 in Zwitserland.

## Achtergrond en compositie
"Serving" werd gecomponeerd door Conte, Schmid, Fullerton en Mercieca. De oorspronkelijke titel van het lied, "Kant", verwijst naar het Maltese woord voor "zingen", maar riep ook controverse op vanwege de gelijkenis met de Engelse uitspraak van een grof woord. In het refrein wordt gespeeld met deze dubbelzinnigheid, geïnspireerd op de uitdrukking serving cunt uit de queer- en dragcultuur.
De EBU verbood later het gebruik van de term "Kant" op het Eurovisiepodium, waarna het nummer herwerkt werd en op 13 maart 2025 officieel de titel "Serving" kreeg.

## Eurovisiesongfestival

### Nationale selectie
Het lied werd gekozen via de Malta Eurovision Song Contest 2025, de nationale voorronde van Malta. Conte werd aangekondigd als deelnemer op 12 december 2024 en won de finale op 8 februari 2025 met 182 punten, na als tweede te zijn geëindigd bij de jury en als eerste bij de televoting.

### In Basel
Malta werd ingedeeld in de tweede halve finale van het festival in St. Jakobshalle, Bazel. Deze vindt plaats op 15 mei 2025. Malta zal in de tweede helft van de show optreden.

## Tracklist
Digitale download – "Kant"
1. "Kant" – 2:59

Digitale download – "Serving"
1. "Serving" (Eurovisieversie) – 2:59
2. "Serving Kant" – 2:59
3. "Serving" (Instrumentaal) – 2:59

Digitale download – "Serving Kant"
1. "Serving Kant" – 2:59

## Hitlijsten
| Land  | Hitlijst                     | Positie |
| ----- | ---------------------------- | ------- |
| Malta | Malta Airplay (Radiomonitor) | 1       |
| Malta | Domestic Airplay (BMAT PRS)  | 1       |